# Snilleriket
Snilleriket är ett begrepp som används i turismsammanhang i södra Jämtland. Det är ett mycket begränsat område i södra Storsjöbygden, vid Storsjön mellan Svenstavik och Oviken i Bergs kommun. Här har minst 15 uppfinnare och andra snillen inom teknik, bildkonst, musik, samhällsdebatt och litteratur varit bosatta under kortare eller längre tider. För att hedra dem har det gjorts en sammanfattande broschyr och utställningar på fyra besöksställen i området.
- Georg Adlersparre (revolterade mot Gustav IV Adolf, medverkade till bildandet av Jämtlands län)
- Johannes Andersson (stenindustri)
- Margaret Bergman (hopfällbar vävstol)
- Paulus Bergman (kaggfabriken)
- Olle Borin (hydraul- och ventilsystem)
- Jonas Byman (bultsaxen)
- John Ericsson (propeller m.m.)
- Anders Heljeback (fiolspelare)
- Vilhelm Höyholm (träsnidare)
- Lasse Larsson (uppfinnare, snövessla och snöskoter)
- Per Mårtensson (vapensmed, Bingstabössan)
- Helge Palmcrantz (kulspruta, slåttermaskin)
- Jonas Stadling (stred för samernas rättigheter och emot baggböleriet)
- Nils Thomasson (fotograferade samer)
- Johan Tirén (konstnär och samhällsdebattör)

## Ordspråk
Ordspråk av tyska författarinnan Marie von Ebner-Eschenbach:
Den kvicke är tiggaren i snillenas rike. Han lever av allmosor som turen kastar till honom, av infall.